# Rembrandt (Vorname)
Rembrandt ist ein männlicher Vorname.

## Herkunft und Bedeutung
Der Name Rembrandt stammt aus dem Althochdeutschen und ist aus den Elementen ragin „Rat“ und brant „Schwert“ gebildet.

## Varianten
Rembrand, Rembrant.

## Namensträger
- Rembrandt van Rijn (1606–1669), niederländischer Maler
- Rembrandt Peale (1778–1860), US-amerikanischer Maler
- Rembrandt Bugatti (1884–1916),  italienischer Bildhauer
- Rembrandt Lockwood (1815–1889), US-amerikanischer Maler und Architekt
- Rembrandt Frerichs (* 1977), niederländischer Jazzmusiker